# Evan Rachel Wood
Evan Rachel Wood, född 7 september 1987 i Raleigh, North Carolina, är en amerikansk skådespelare. 
Wood blev känd 2003 genom filmen Tretton. Hon har även spelat i filmen Across the Universe, The Missing och i The Wrestler. Wood spelade en roll som vampyrdrottningen Sophie-Anne Leclerq i tv-serien  True Blood mellan 2009 och 2011. Hon är även med i Green Days musikvideo Wake Me Up When September Ends. Wood medverkar i tv-serien Westworld, som kom ut 2016. I Westworld har hon en av huvudrollerna som Dolores Abernathy. Serien Westworld sänds av HBO och blev snabbt populär och därmed också Evan Rachel Wood. Samma år som premiären vann hon priset Critics' Choice Television Award for Best Actress in a Drama Series, som bästa skådespelerska i genren dramaserier. 
Evan Rachel Wood har haft ett förhållande med artisten Marilyn Manson vid flera tillfällen. De förlovade sig i början av 2010, men gick skilda vägar i augusti samma år. 2012 gifte sig Wood med skådespelaren Jamie Bell som hon lärde känna 2005. 2013 föddes parets barn. Paret skildes 2014. Wood är öppet bisexuell.
Den 1 februari 2021 offentliggjorde Wood på sitt Instagram-konto att hon under flera år hade blivit fysiskt och emotionellt misshandlad av Marilyn Manson.

## Filmografi i urval
- 1994 – Skuggor från förr
- 1995 – Den förlorade sonen
- 1998 – Magiska systrar
- 1998 – Digging to China
- 1999 – Farlig granne
- 1999 – Detour
- 2001 – Små hemligheter
- 2002 – Simone
- 2003 – Tretton
- 2003 – The Missing
- 2005 – The Upside of Anger
- 2005 – Pretty Persuasion
- 2005 – Down in the Valley
- 2006 – Det är nåt som inte stämmer
- 2007 – King of California
- 2007 – Across the Universe
- 2007 – Det sista offret
- 2008 – The Wrestler
- 2009 – Whatever Works
- 2010 – The Conspirator - Mordet på Abraham Lincoln
- 2011 – Maktens män
- 2011 – Mildred Pierce
- 2013 – Charlie Countryman
- 2013 – A Case of You
- 2014 – Barefoot
- 2015 – Strange Magic (röst)
- 2016 – Westworld (TV-serie)
- 2022 – Weird: The Al Yankovic Story (TV-film)
- 2023 – Backspot